# The Drug in Me Is You
Singles
1. Raised by Wolves
Sortie : 7 juin 2011
2. The Drug In Me Is You
Sortie : 28 juin 2011

The Drug in Me Is You est le premier album de Falling In Reverse. L'album a atteint la 19e sur l'US Billboard 200 et 18,000 copies ont été vendues la première semaines aux États-Unis.

## Titres des morceaux
1. Raised by Wolves
2. Tragic Magic
3. The Drug In Me Is You
4. I'm Not A Vampire
5. Good Girls Bad Guys
6. Pick Up The Phone
7. Don’t Mess With Ouija Boards
8. Sink Or Swim
9. Caught Like A Fly
10. Goodbye Graceful
11. The Westerner

## Musiciens
- Ronnie Radke – Chant
- Jacky Vincent – Guitare
- Derek Jones – Guitare rythmique, chœur
- Ron Ficarro– Basse, chœur
- Ryan Seaman– Batterie, chœur